# تاكر البريزي
تاكر البريزي (بالإنجليزية: Tucker Albrizzi)‏ ممثل أمريكي ولد في 25 فبراير 2000 في بالم هاربور، فلوريدا بالولايات المتحدة بدأ مشواره الفني عام 2007 .

## روابط خارجية
- Official website
- تاكر البريزي على موقع IMDb (الإنجليزية)
- تاكر البريزي على موقع قاعدة بيانات الفيلم (الإنجليزية)